# Carpinus tschonoskii
Carpinus tschonoskii är en björkväxtart som beskrevs av Carl Maximowicz. Carpinus tschonoskii ingår i släktet avenbokar, och familjen björkväxter. Inga underarter finns listade.
Carpinus tschonoskii är utformad som ett träd som blir upp till 25 meter högt. Arten förekommer på Koreahalvön, i Japan på öarna Honshu och Shikoku samt i Kina i provinserna Anhui, Guangxi, Guizhou, Henan, Hubei, Hunan, Jiangsu, Jianxi, Sichuan, Yunnan och Zhejiang. Den växer i kulliga områden och i bergstrakter mellan 700 och 2400 meter över havet. Denna avenbok växer i djup och fuktig jord, ofta intill vattendrag. Den ingår i lövskogar tillsammans med kryptomeria, parkaralia, parkslide, Cornus brachypoda, glansmiskantus, Sasa borealis, japansk lönn och Photinia villosa.
För beståndet är inga hot kända. Hela populationen anses vara stor. IUCN listar arten som livskraftig (LC).

## Bildgalleri

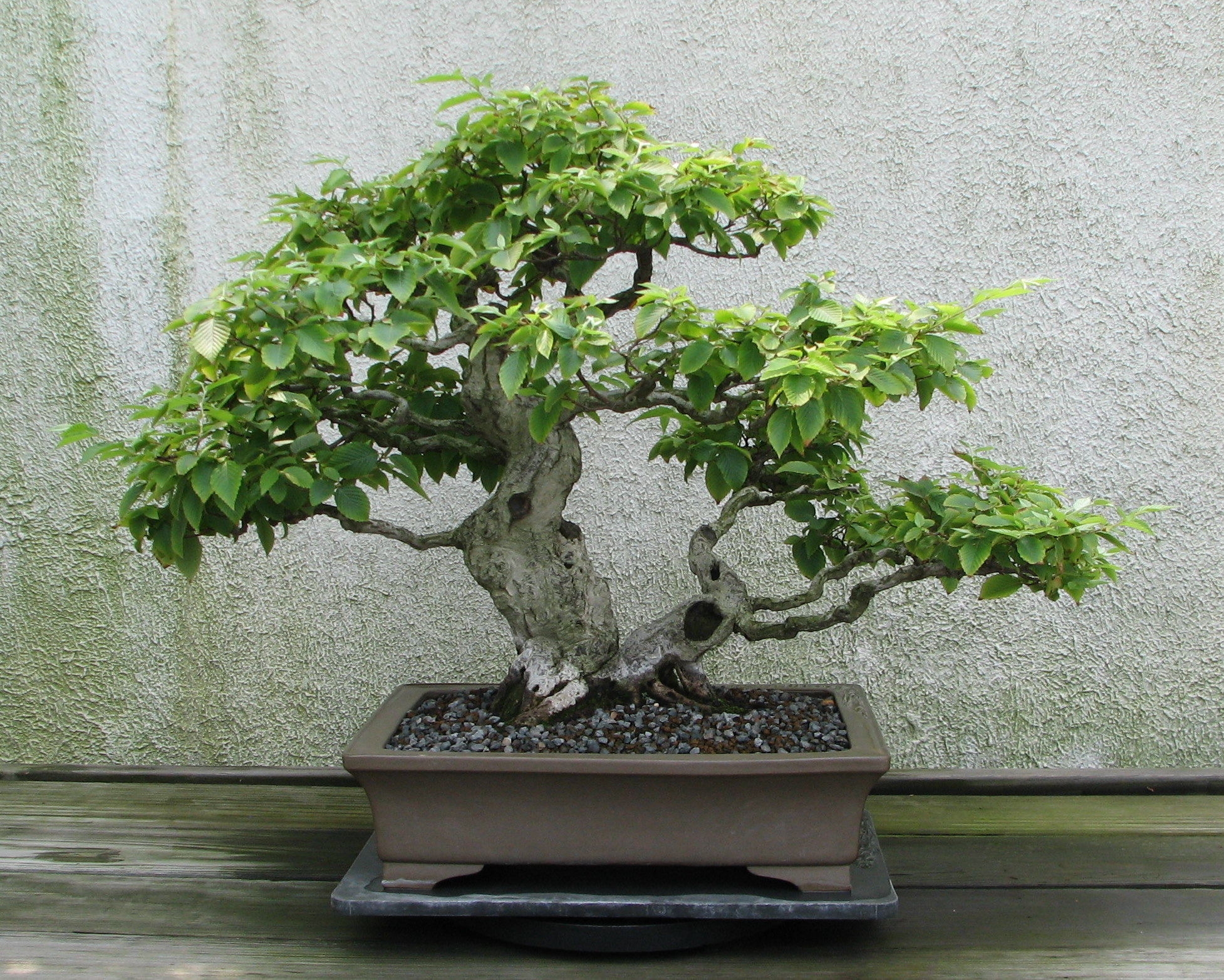
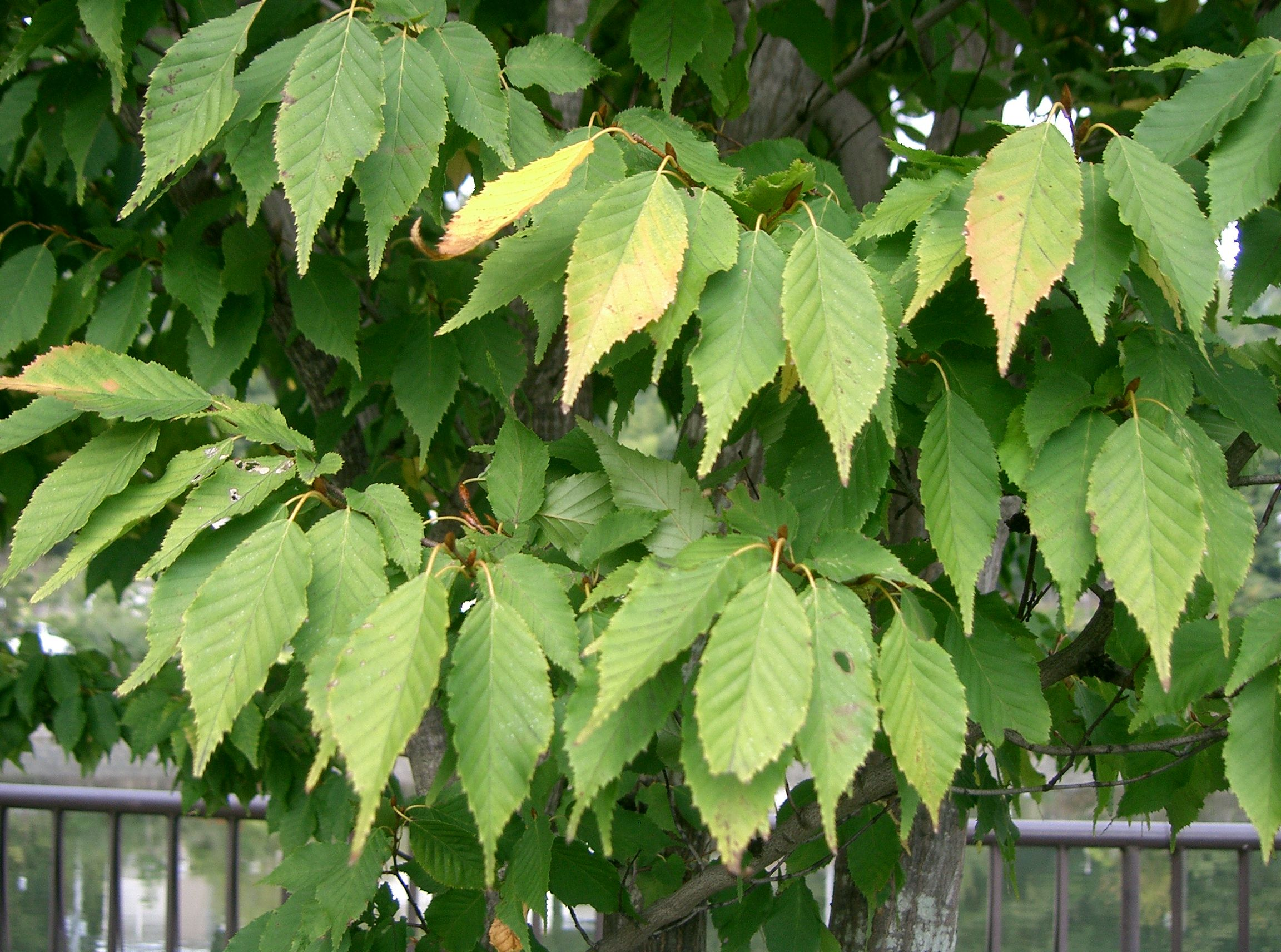
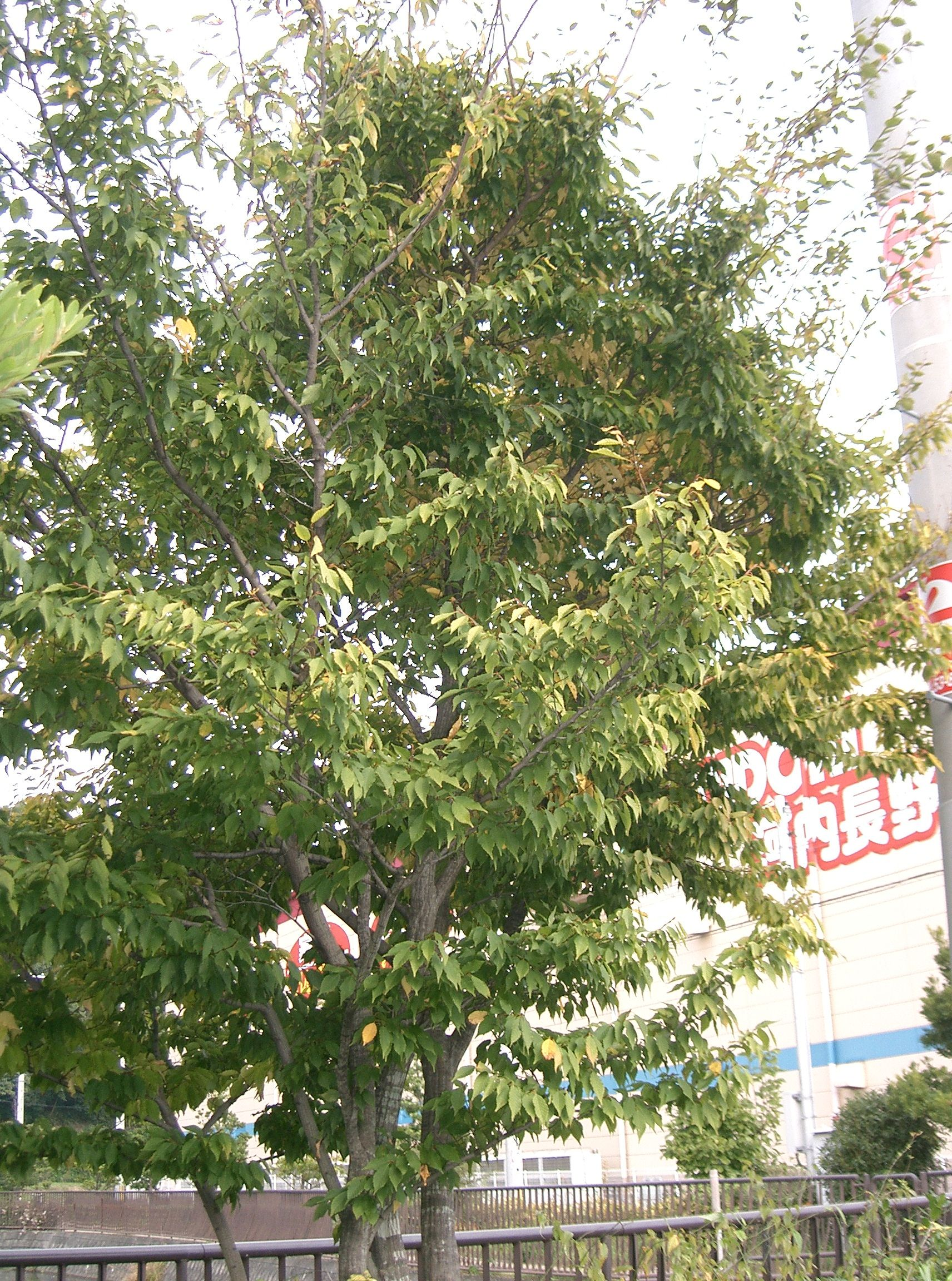
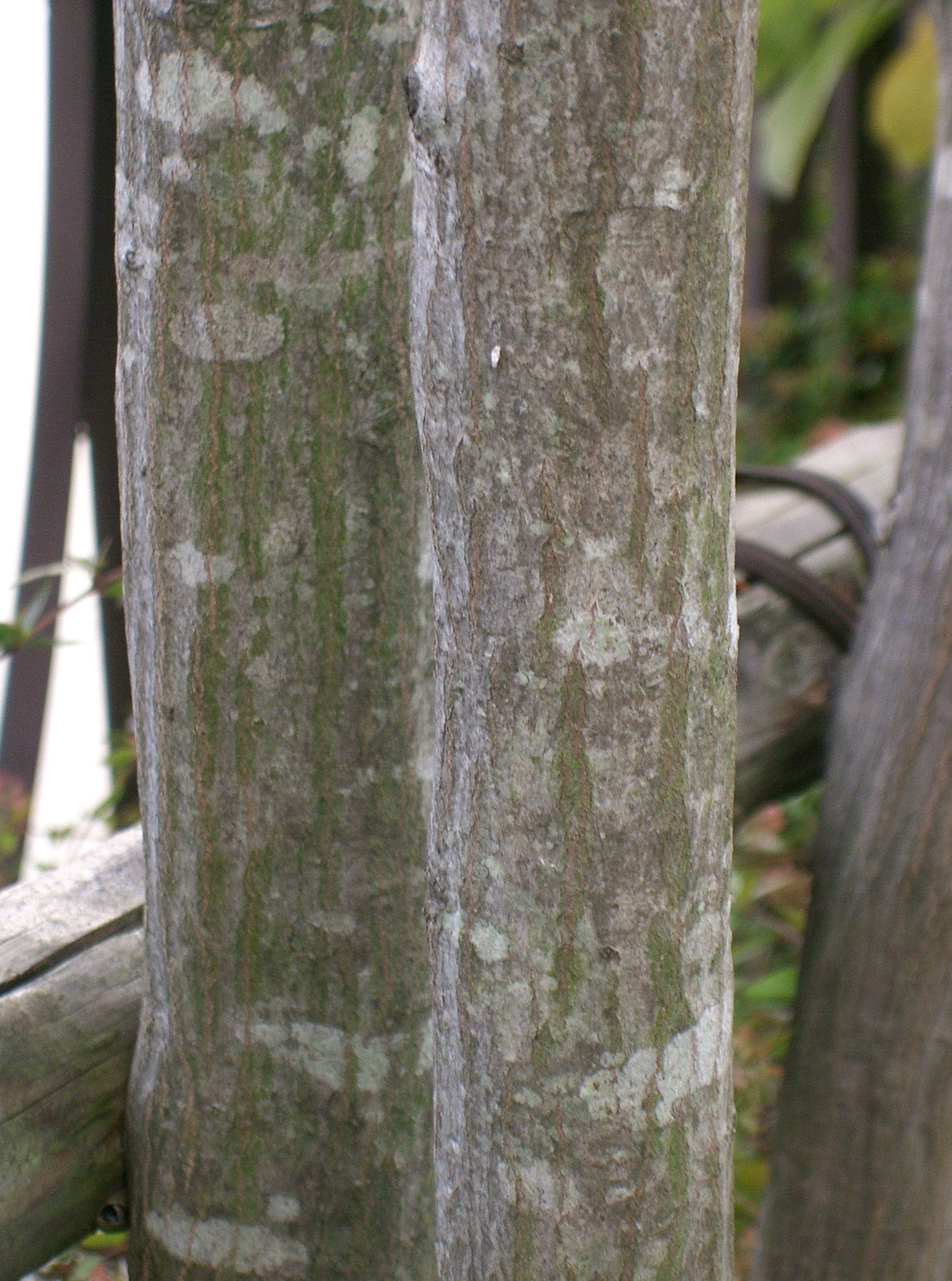
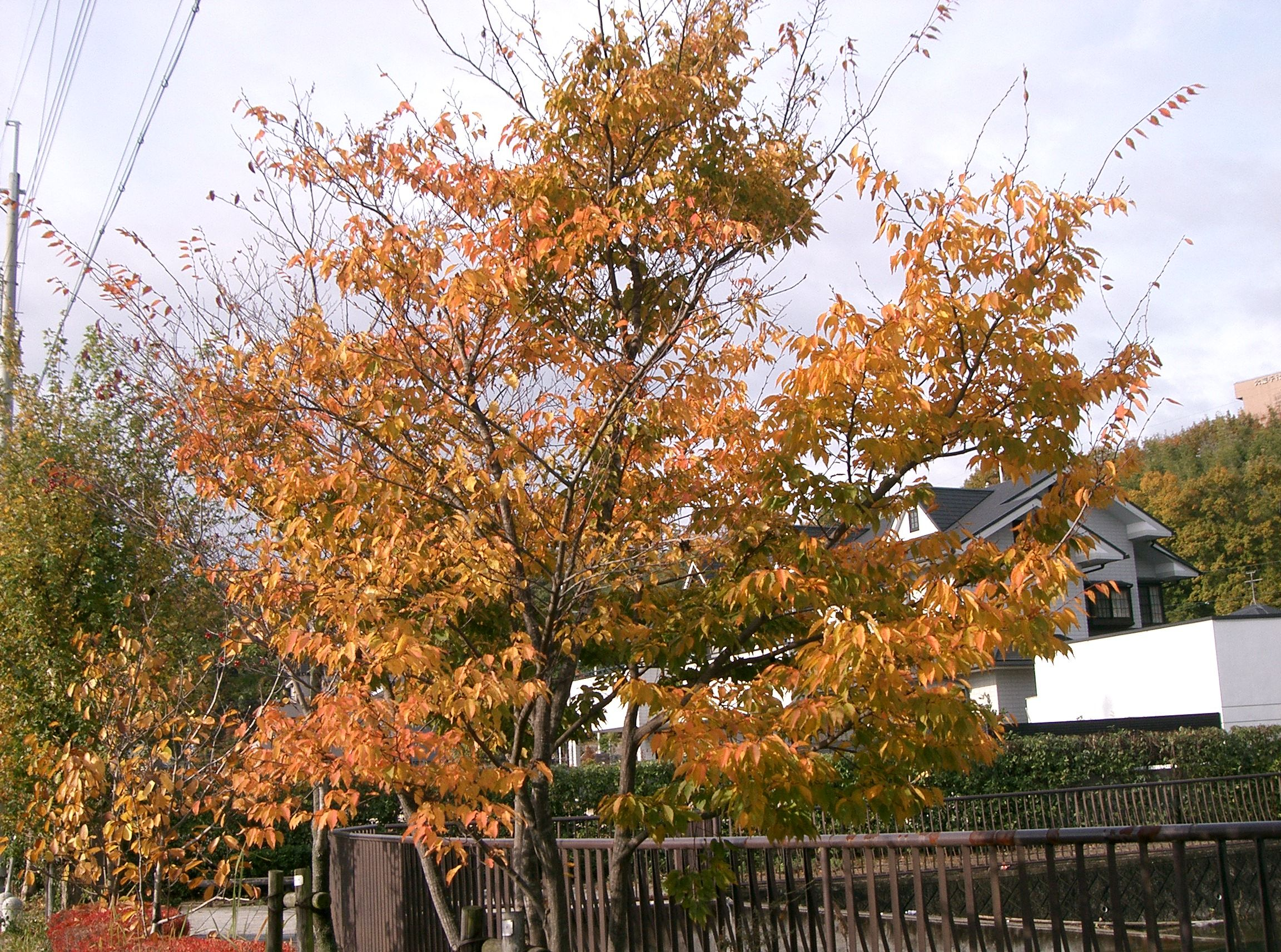
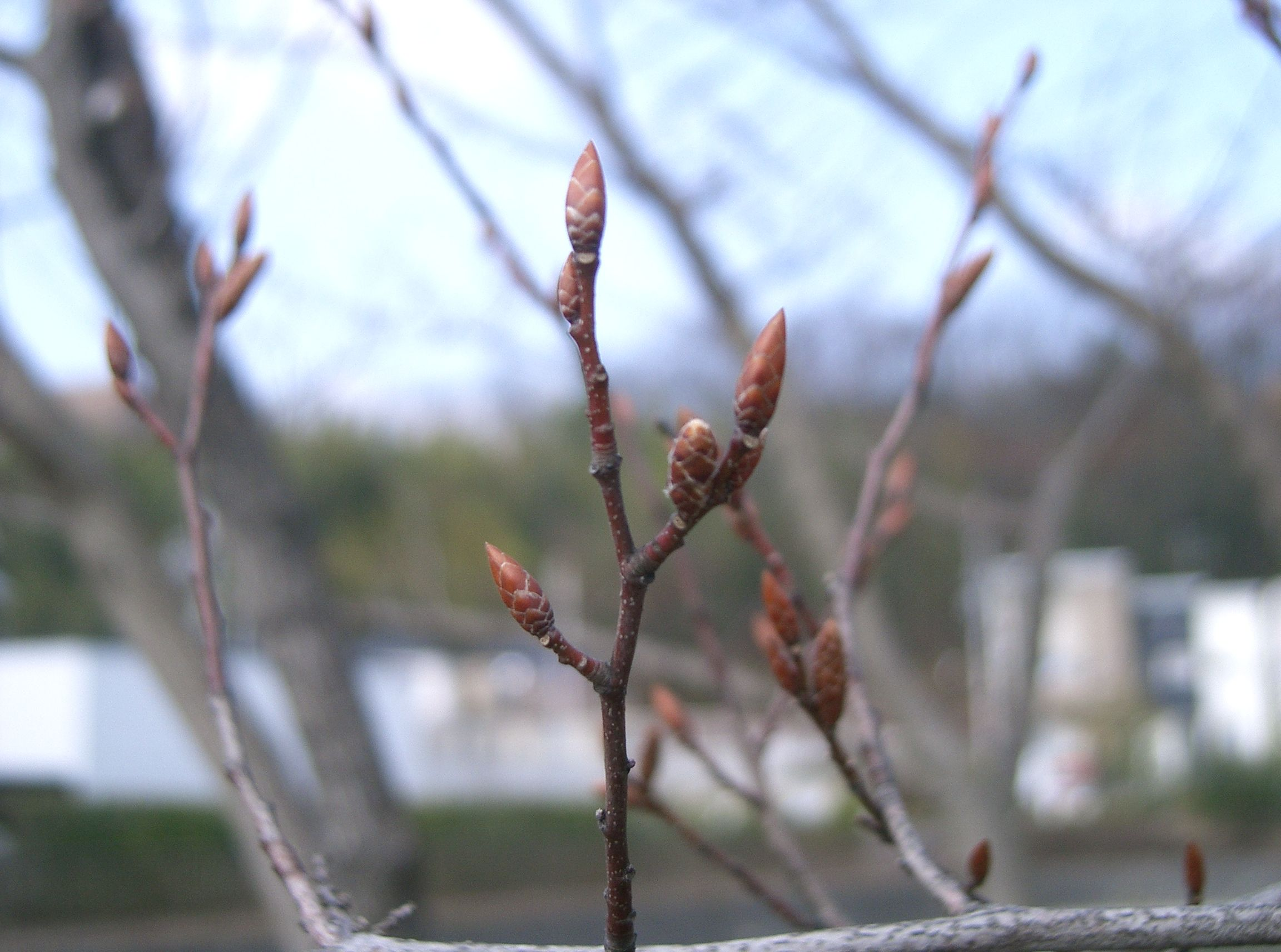